# Église Saint-Maximin de Magnac-Laval
Pour les articles homonymes, voir Église Saint-Maximin.
L'Église Saint-Maximin de Magnac-Laval est une église située à Magnac-Laval en Haute-Vienne en Nouvelle-Aquitaine en France.

## Histoire
L'origine, le vocable et le patronage de l'église sont difficiles à évaluer. La première mention se trouve dans une bulle de confirmation des droits de l'abbaye, délivrée par le pape Urbain II entre 1096 et 1099. Il y est mentionné une ecclesia de Magnaco (église de Magnac en latin) dans les possessions de Charroux.
En 1471, l'église est composée de 3 ou 4 moines présents, dont un prieur qui devait payer 25 livres et fournir de quoi manger à l'abbé chaque années au mois d'août. L'activité paroissiale était assumée par une communauté de prêtres. 
La nuit du 20 avril 1576, le clocher de l'église fut frappé par la foudre et tomba. Cela abîma la couverture, une partie de la muraille du côté nord, ruina le mobilier intérieur ainsi que les deux maisons les plus proches au nord. La restauration de l'édifice commença en octobre 1576 et mettra une cinquantaine d'années à aboutir à cause de la mauvaise gestion du budget consacré aux travaux. 
Le 7 janvier 2009, l'église est inscrite au titre des monuments historiques.

## Architecture
À l'origine, le bâtiment n'était qu'un vaisseau unique couvert d'une charpente apparente. À partir du milieu XIIe siècle, l'église a été agrandie d'un clocher-porche puis d'un chœur de style gothique, à chevet plat, caractéristique de cette époque dans la région. 
Le clocher a été refait entre 1863 et 1866.
Aujourd'hui, l'édifice est une église à nef unique à chapelles latérales en forme de croix latine. Son entrée et sa cloche sont orienté ouest et son abside est orienté est. 

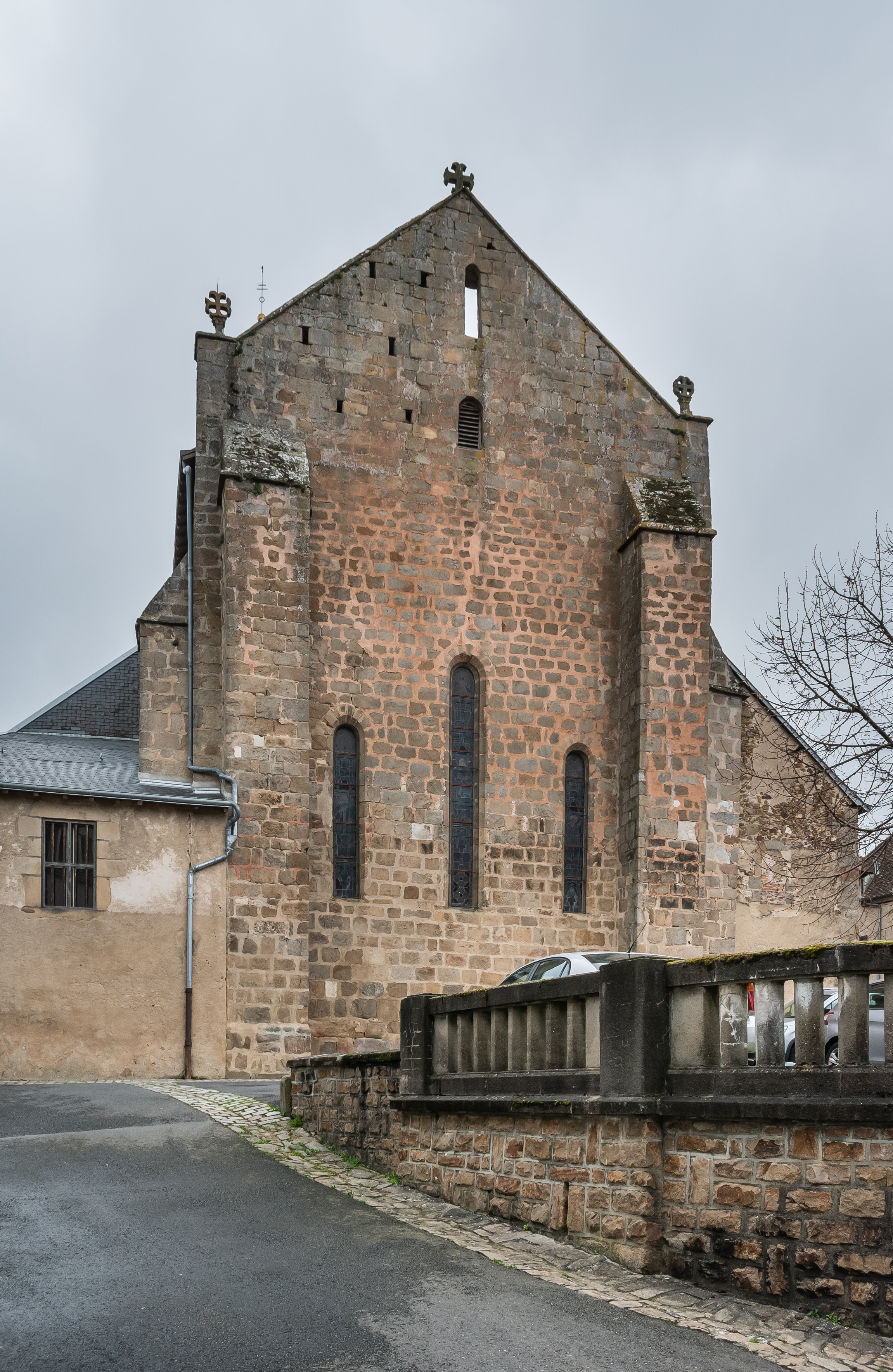
Arrière de l'église.
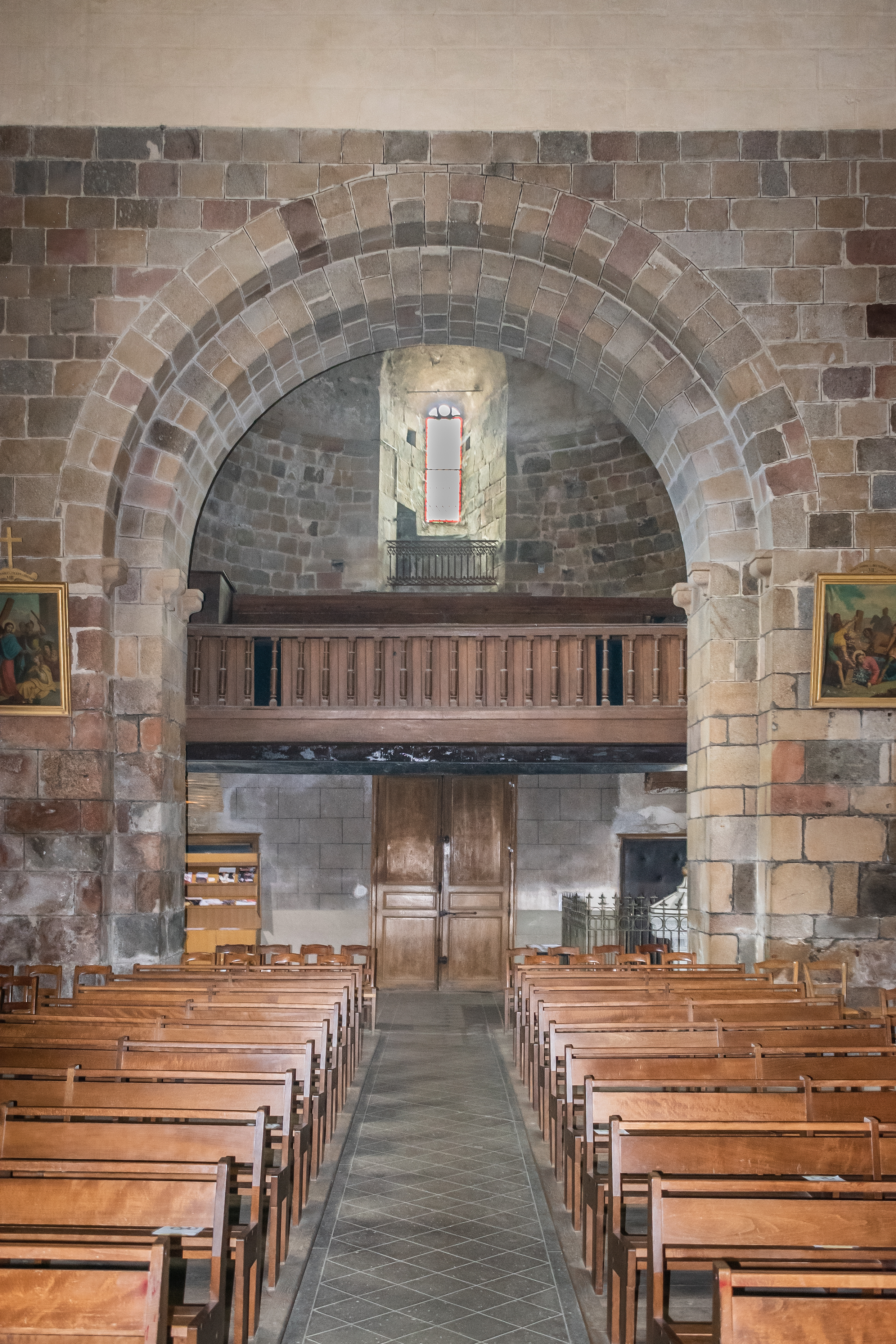
Nef vers l'entrée.
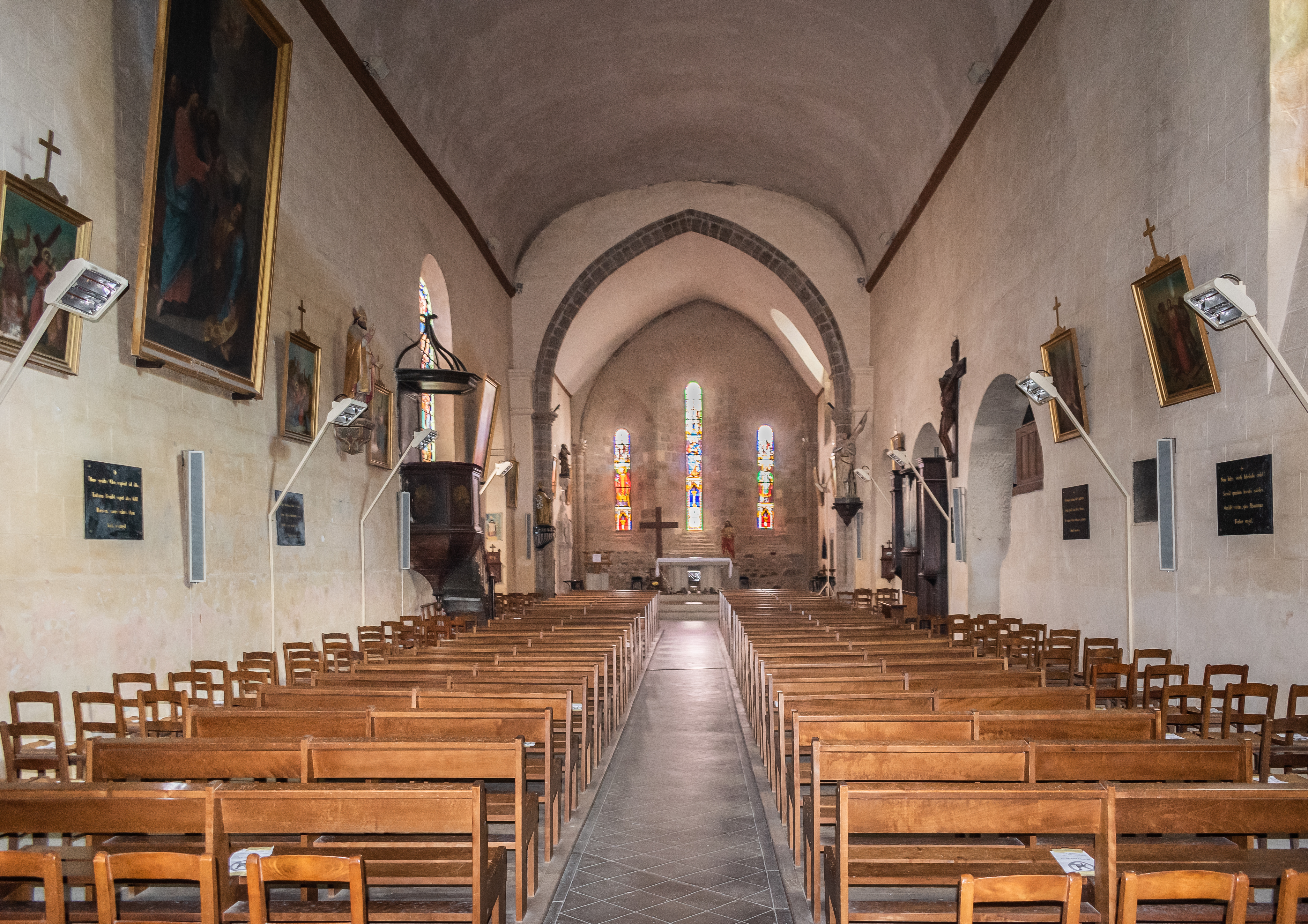
Nef vers le chœur.
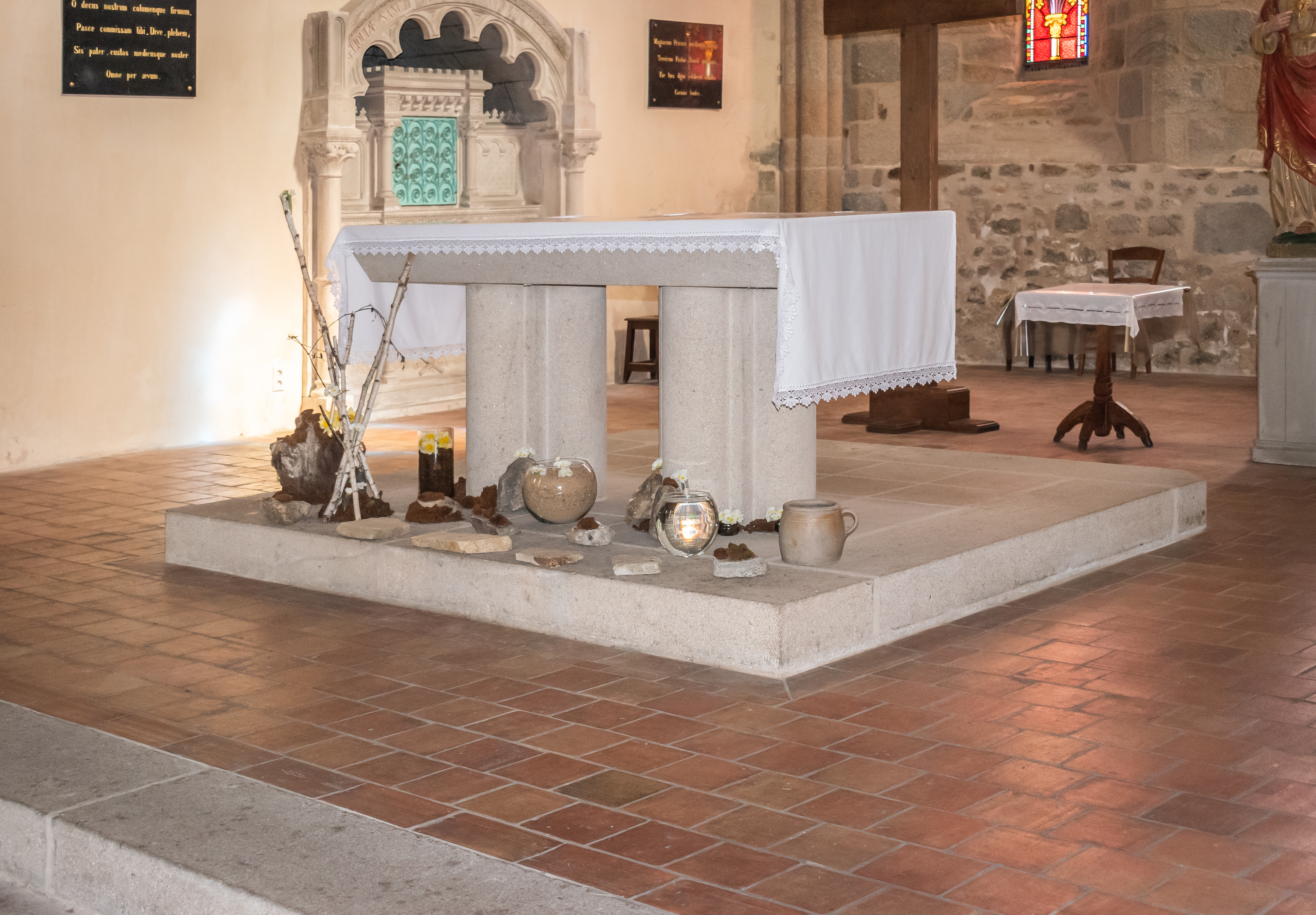
L'autel.
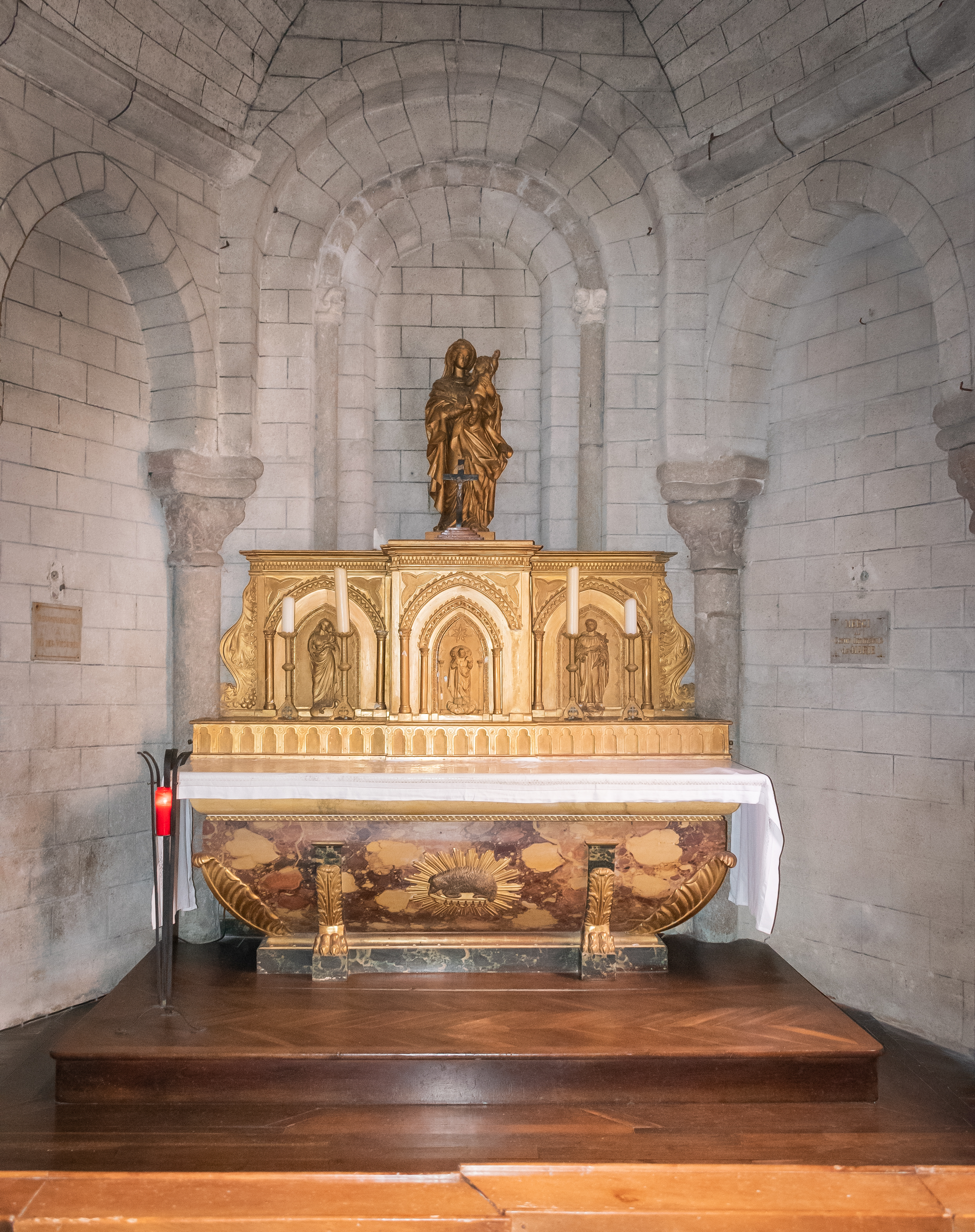
Chapelle latérale.
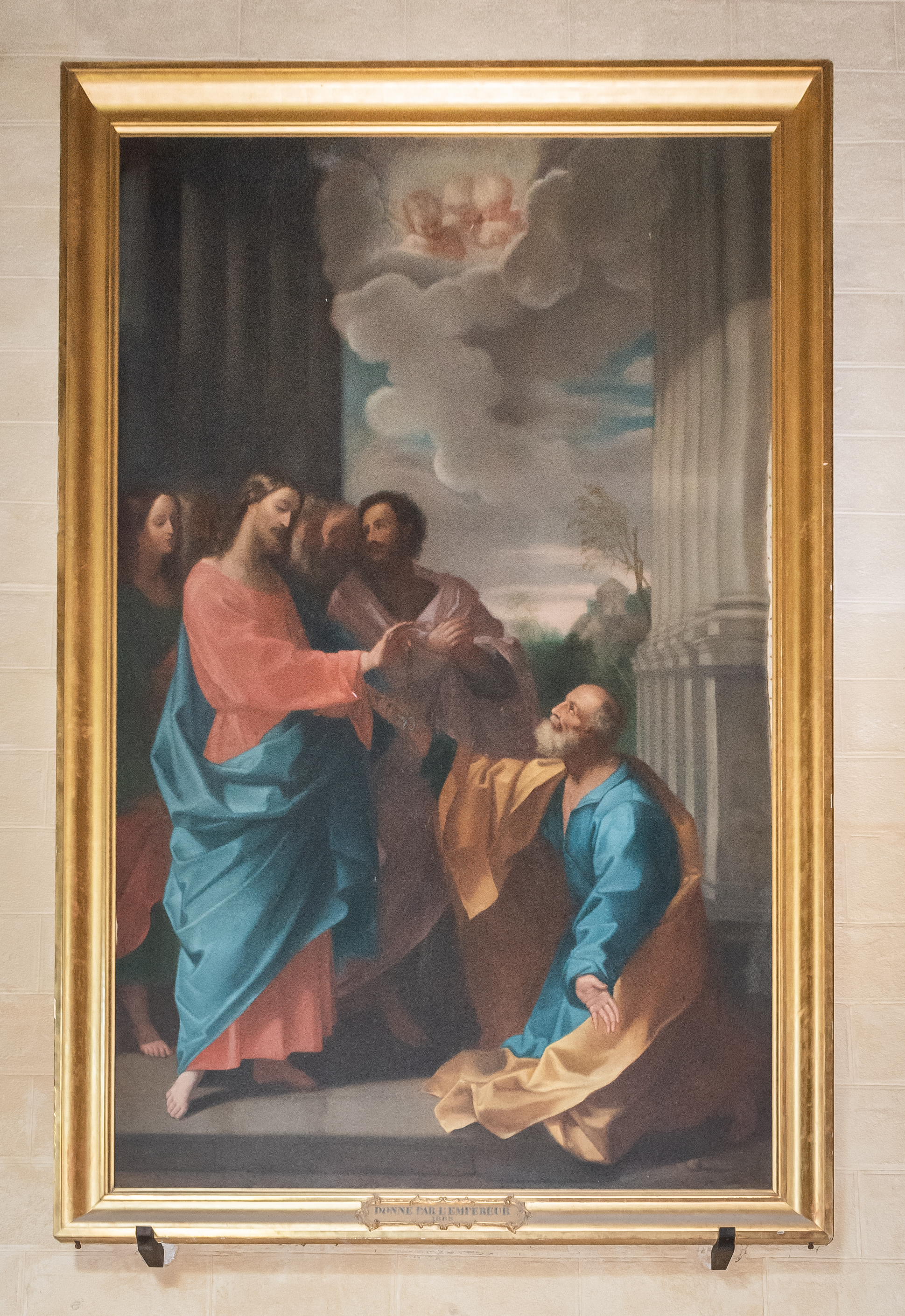
Le Christ donnant à saint Pierre les clés de l'Église

## Mobilier
L'église contient 8 objets classés monument historique.
| Photo | Nom                                                               | Création                           | Mesures | Matériaux                                        | Notice     | Date de protection |
| ----- | ----------------------------------------------------------------- | ---------------------------------- | --- | ------------------------------------------------ | ---------- | ------------------ |
|       | 5 pentures et 5 ferrures (fausses pentures) du portail occidental | XIVe siècle                        | Pentures (moyenne) : Hauteur : 44cm Largeur : 142cm Fausses pentures (moyenne) : Hauteur : 30cm Largeur : 135cm | Fer forgé                                        | PM87000212 | 23 juin 1988       |
|       | Calice et sa boîte                                                | 1672 - 1677                        | Hauteur 29,5cm Diamètre pied : 17cm Diamètre coupe : 9,7cm                                                      | Argent : doré, repoussé, ciselé, estampage; cuir | PM87001735 | 23 juillet 2010    |
|       | Statue (petite nature) : saint Roch                               | XVIIe siècle                       | Hauteur : 105cm Largeur: 43cm Profondeur : 34cm                                                                 | Bois : taillé, peint, polychrome, doré           | PM87000211 | 9 juin 1965        |
|       | Tableau, cadre : la Visitation                                    | Fin XVIe siècle début XVIIe siècle | Tableau : Hauteur : 140cm Largeur : 176cm Cadre : Hauteur : 158cm Largeur : 194cm                               | peinture à l'huile, bois                         | PM87000213 | 15 avril 1980      |
|       | Croix : Christ en croix                                           | XVIIIe siècle                      | Le Christ : Hauteur : 145cm Largeur : 110cm                                                                     | Bois : taillé, ciré                              | PM87001125 | 20 avril 1979      |
|       | Statue : saint Maximin                                            | XVIIIe siècle                      | Hauteur : 123cm Largeur : 53cm Profondeur : 27cm                                                                | Bois : taillé, peint, doré, apprêt gravé         | PM87001126 | 20 avril 1979      |
|       | Chaire à prêcher                                                  | 1841                               | ? | Bois : taillé, peint                             | PM87001129 | 20 avril 1979      |
|       | Statuette : Vierge à l'Enfant dite Vierge au gobelet              | XVIIe siècle                       | Hauteur : 64cm Largeur : 28cm Profondeur : 21cm                                                                 | Bois : taillé, peint, polychrome                 | PM87001736 | 23 juillet 2010    |